# Сајам туризма у Београду
Међународни сајам туризма је водећа туристичка сајамска манифестација у Србији и региону и једна од пет најпосећенијих приредби на Београдском сајму. Основан је 1978. и члан је Светске асоцијације пословних туристичких сајмова (ITTFA).
На сајму учествују највеће домаће и бројне међународне туристичке организације и агенције, туроператери, хотели, одмаралишта, летовалишта, бање, осигуравајућа друштва, факултети, високе школе, специјализовани медији.
Сајам туризма је и место одржавања изузетно богатог пратећег програма који је отворен за излагаче, пословну и широку публику.
Најуспешнијим излагачима традиционално се уручују награде и специјална признања Београдског сајма.
У оквиру Сајма туризма одржава се и Сајам хотелске и ресторанске (HORECA) опреме, а у истом термину је и Сајам вина (BeoWine Fair).
Више од 56.000 посетилаца прошло је кроз хале Београдског сајма током Сајма туризма 2010.